# Patsy Sörensen
Patsy Sörensen (Antwerpen, 1 oktober 1952) is een Belgische voormalige politica en mensenrechtenactiviste.

## Biografie
Patsy Sörensen werd lerares in het kunstonderwijs. In 1987 was ze medeoprichter van Payoke, een centrum voor vrouwen in de prostitutie en slachtoffers van mensenhandel in het Antwerpse Schipperskwartier.
Voor de SP werd ze in 1988 verkozen tot gemeenteraadslid van Antwerpen. In de aanloop naar de verkiezingen van 1994 stichtte ze de Beweging voor Sociale Vernieuwing die in kartel ging met Agalev waarna Sörensen schepen werd bevoegd voor Emancipatiebeleid, Burgerlijke Stand, Jeugd en Ontwikkelingssamenwerking. In 1999 verliet ze de Antwerpse gemeenteraad en -bestuur om te gaan zetelen in het Europees Parlement. Bij de gemeenteraadsverkiezingen van 2000 sloten Sörensen en haar BSV in Antwerpen een kartel met Vivant. In 2004 stopte ze met politiek maar blijft actief met voorspraken en adviseren.
Ze publiceerde samen met William Denayer: Wij produceren ons kapot. Kritiek van de vrijhandel en van de competiviteit (s.d.)

## Erkenning
- 1992: eerste winnares van A. E. Ribbius Peletier prijs voor humanisme[2]
- 1993-1995: drie keer op rij tweede 'vrouw van het jaar' in het weekblad Humo
- 2005: Grootofficier in de Kroonorde
- 2023: Prijs voor het Vrijzinnig Humanisme

- International Standard Name Identifier: 0000 0000 3149 2539
- Library of Congress Control Number: n94100468
- Nederlandse Thesaurus van Auteursnamen: 117221953
- Virtual International Authority File: 6303149068501765730003